# قطعة بثلاثة دولارات
القطعة التي تبلغ قيمتها ثلاثة دولارات هي عبارة عن عملة ذهبية أنتجها مكتب الولايات المتحدة لسك العملة من عام 1854 إلى عام 1889، بموجب قانون فبراير، صممت العملة في 21 نوفمبر 1853 بواسطة رئيس دار سك العملة جيمس لونغاكر. يحمل الوجه تمثيلاً للحرية وهي ترتدي غطاء رأس لأميرة أمريكية أصلية والعكس إكليل من الذرة والقمح والقطن والتبغ.
في عام 1851، سمح الكونجرس بقطعة فضية بقيمة ثلاثة سنتات بحيث يمكن شراء طوابع بريدية بهذه القيمة دون استخدام السنتات النحاسية غير المرغوبة على نطاق واسع. وبعد ذلك بعامين، أقر مشروع قانون يسمح بإصدار عملة معدنية بقيمة ثلاثة دولارات. وسعى لونغاكر، في تصميم القطعة، إلى جعلها مختلفة قدر الإمكان عن القطعة بقيمة 2.50 دولار، وضربها على لوح أرق واستخدام تصميم مميز.

## بداية
في عام 1832، سعى عضو الكونجرس من نيويورك ، كامبل وايت، إلى إيجاد وسيلة لإعادة العملات الذهبية الأمريكية إلى التداول - حيث كانت الحكومة مبالغة في تقدير قيمة الذهب مقارنة بالفضة، وصدرت العملات الذهبية بشكل روتيني منذ بداية القرن التاسع عشر، وكان الحل الذي قدمه وايت هو ضرب الدولار الفضي والنسر الذهبي بالقيمة الكاملة، مقابل الحصول على عملات ذهبية وفضية أصغر، بما في ذلك 3 دولارات، وعلى الرغم من أن الكونجرس، عند إقراره لقانون العملات لعام 1834، أدخل تعديلات على النسبة بين الذهب والفضة، إلا أنه لم يسمح بإنشاء عملة 3 دولارات في ذلك الوقت.
وفي قانون مارس سمح القانون رقم 3 لعام 1845 بإصدار أول طوابع بريدية للولايات المتحدة وحدد سعر الرسائل المحلية المدفوعة مقدمًا بخمسة سنتات. وفي السنوات التي تلت ذلك، كان يُنظر إلى هذا المعدل على أنه مرتفع للغاية وعائق أمام التجارة. وبناء على ذلك، سمح الكونغرس في القانون رقم 3 لعام 1851 بإصدار طابع بقيمة ثلاثة سنتات وعملة فضية بقيمة ثلاثة سنتات. ويعتقد ممثل ولاية كنتاكي ريتشارد هنري ستانتون أن الحاجة إلى إجراء تغيير من نصف سنت فضي مع سنتات نحاسية كبيرة قد تعوض عن المخطط الجديد، فكتب إلى مدير دار سك العملة روبرت باترسون أن "[أسعار] البريد المخفضة تعتمد على عملة معدنية بقيمة ثلاثة سنتات". وفقًا لمؤرخ العملات والتر برين، فإن "الغرض الرئيسي للـ 3 سنتات الجديدة ستكون القطعة هي لشراء طوابع بريدية دون استخدام السنتات النحاسية غير الشعبية والثقيلة وغير المرغوبة".
وبحلول عام 1853، كانت قيمة الفضة مبالغ فيها مقارنة بالذهب. ويرجع ذلك إلى الاكتشافات الكبيرة للذهب، خاصة في كاليفورنيا، والتي صدرت بكثافة. ولتصحيح هذا الوضع، دعا وزير الخزانة توماس كوروين إلى خفض محتوى المعادن الثمينة في أغلب العملات الفضية لمنع تصديرها. وقاد المعارضة لمشروع القانون ممثل ولاية تينيسي أندرو جونسون، الذي اعتقد أن الكونجرس ليس لديه سلطة تغيير نسبة أسعار الذهب إلى الفضة، وإذا فعل ذلك، فلا ينبغي له أن يمارسها. ومع ذلك، أقر الكونجرس مشروع القانون، الذي أصبح قانونًا في فبراير/شباط 21، 1853. كما أجاز مشروع القانون هذا إصدار عملة ذهبية بقيمة ثلاثة دولارات.
وفقًا لبرين، يعتقد الكونجرس أن العملة الجديدة "ستكون مناسبة لاستبدالها بلفائف أو أكياس صغيرة من الفضة، أو لشراء الطوابع أو أوراق بقيمة 3 سنتات". في عام 1889، كتب مدير دار سك العملة جيمس كيمبال أنه "من المفترض أن القطعة بقيمة ثلاثة دولارات صممت لتكون مضاعفًا للقطعة ذات الثلاثة سنتات، لتسهيل المعاملات البريدية". وكانت العملة هي المعروض من الذهب الذي اكتشف في كاليفورنيا.

### فهرس
- Bowers، Q. David (2001). The Harry W. Bass, Jr. Museum Sylloge. Dallas, Tex.: Harry W. Bass, Jr. Foundation. ISBN:0-943161-88-6.
- Bowers، Q. David؛ Winter، Douglas A.؛ Jewell، Richard (2005). The United States $3 Gold Pieces 1854–1889. Wolfeboro, N.H.: American Numismatic Rarities, LLC. ISBN:0-9765313-0-5.
- Breen، Walter (1988). Walter Breen's Complete Encyclopedia of U.S. and Colonial Coins. New York, N.Y.: Doubleday. ISBN:978-0-385-14207-6.
- DeLorey، Tom (أكتوبر 1985). "Longacre: Unsung engraver of the U.S. Mint". The Numismatist. Colorado Springs, Co.: American Numismatic Association: 1970–1978.
- Garrett، Jeff؛ Guth، Ron (2008). Encyclopedia of U.S. Gold Coins, 1795–1933 (ط. second). Atlanta, Ga.: Whitman Publishing, LLC. ISBN:978-0-7948-2254-5.
- Hagans، Walter E. (أبريل 2003). "Native beauty: Lady Liberty's colonial roots personified on gold $3". Coins. Iola, Wis.: Krause Publications: 54–56, 58, 60.
- Hahn، Karl (مايو 1962). "The three-cent silver piece of 1851". Numismatic Scrapbook Magazine. Chicago: Hewitt Bros.: 1296.
- Julian، R.W. (نوفمبر 1998). "America's $3 coin". Coins. Iola, Wis.: Krause Publications: 34–36.
- Snow، Richard (2009). A Guide Book of Flying Eagle and Indian Head Cents. Atlanta, Ga.: Whitman Publishing, LLC. ISBN:978-0-7948-2831-8.
- Taxay، Don (1983). The U.S. Mint and Coinage (ط. reprint of 1966). New York, N.Y.: Sanford J. Durst Numismatic Publications. ISBN:978-0-915262-68-7.
- Vermeule، Cornelius (1971). Numismatic Art in America. Cambridge, Mass.: The Belknap Press of Harvard University Press. ISBN:978-0-674-62840-3.
- Yeoman، R.S. (2013). A Guide Book of United States Coins 2014 (ط. 67th). Atlanta, Ga.: Whitman Publishing, LLC. ISBN:978-0-7948-4180-5.